# Signal (EP)
Signal es el cuarto extended play (EP) por el grupo de chicas de Corea del Sur TWICE. El EP fue lanzado digital y físicamente el 15 de mayo de 2017 por JYP Entertainment y distribuido por Genie Music.
Cuenta con el sencillo principal del mismo nombre producido por Park Jin-young. Varios productores y compositores participaron, incluyendo las miembros de TWICE, Jihyo y Chaeyoung, quienes escribieron las letras de la quinta canción «Eye Eye Eyes», mientras que la tercera canción «Only You» tiene letras escritas por la exmiembro de Wonder Girls Yeeun.

## Antecedentes y liberación
El 31 de marzo de 2017, se informó de que TWICE estaría lanzando su primer álbum de larga duración antes de dirigirse a Japón. Sin embargo, JYP Entertainment negó rápidamente las noticias y declaró que no se confirmó nada.
El 18 de abril, la agencia confirmó el regreso de TWICE en mayo, sin fecha exacta de lanzamiento. Nueve días más tarde, se informó que el grupo terminó de filmar el video musical de la canción que fue producida por Park Jin-young.
El 1 de mayo, TWICE compartió una imagen teaser a través de sus canales oficiales de SNS, presentando a los nueve miembros vestidas con trajes de uniforme escolar y confirmando el lanzamiento de su cuarto extended play titulado Signal el 15. También lanzaron el calendario de la promoción para el álbum, incluyendo el concierto encore de 2 días de Twice 1st Tour: Twiceland The Opening del 17–18 de junio, que se celebrará en el Jamsil Indoor Stadium. Al día siguiente, se reveló que el EP tiene tres versiones con nueve cubiertas al azar del CD.
Los teasers imagen individuales de las miembros, posando con ambas manos en la cabeza usando la letra Y del alfabeto manual americano, fueron puestos en libertad durante los próximos días. Fue seguido por una serie de video teasers con los nueve miembros, un video de introducción con una enigmática paleta visual como una película de fantasía que muestra escenas de un alienígena con grandes ojos acariciando a un conejo en el bosque, y un spoiler video de la instrumental de la canción principal.
El primer video teaser musical de «Signal» fue lanzado el 13 de mayo. El álbum, junto con el video musical para el sencillo principal, fue lanzado oficialmente el 15 a las 6PM KST. También fue lanzado como una descarga digital en varios sitios de música.

## Promoción
JYP Entertainment negó el informe sobre el plan del grupo para promover el EP por solo dos semanas debido a su debut en Japón en junio. La líder de TWICE Jihyo, que se tomó un descanso de las actividades debido a una lesión en la rodilla, se volverá a unir al grupo para promociones.
A diferencia de durante su último regreso, TWICE promocionará activamente programas de variedades. Filmaron su primer programa de variedades para el EP el 26 de abril de 2017 como invitadas en I Can See Your Voice. Los días 3, 4 y 9 de mayo, TWICE grabó un episodio de Weekly Idol, Knowing Bros y Top 3 Chef King, respectivamente.
TWICE celebró un evento en el Blue Square Samsung Card Hall en Hannam-dong, Seúl antes del lanzamiento del EP. El grupo también tuvo un showcase de regreso con los fanes dos horas después del lanzamiento donde presentaron «Signal» y otras canciones de sus álbumes anteriores como «Like OOH-AHH», «Cheer Up», «TT» y «Knock Knock». Se transmitió en directo a través de Naver V Live.

## Lista de canciones
| Signal |                                                 |                           | | |          |  |
| N.º    | Título                                          | Letras                    | Música | Arreglos | Duración |  |
| 1.     | «Signal»                                        | J.Y. Park "The Asiansoul" | J.Y. Park "The Asiansoul" · Kairos                                                                                        | J.Y. Park "The Asiansoul" · Kim Seung-soo · Armadillo · Kairos                                                            | 3:17     |  |
| 2.     | «Three Times a Day» (하루에 세번; Harue Sebeon) | Kim Won · Dia             | Kim Won · Dia | Kim Won | 3:11     |  |
| 3.     | «Only You» (Only 너; Only Neo)                  | HA:TFELT                  | David Anthony Eames · Debbie-Jane Blackwell · 72                                                                          | David Anthony Eames · Debbie-Jane Blackwell · 72                                                                          | 3:38     |  |
| 4.     | «Hold Me Tight»                                 | Joul                      | Joul · Scott Granger · Brian Judah · Johnny Marnell · Roahn Hylton                                                        | Joul | 3:19     |  |
| 5.     | «Eye Eye Eyes»                                  | Jihyo · Chaeyoung         | Lise Kristin Kvenseth · Erlend Elvesveen · Jo Svarre Sande · Tone Ravna Bjørnstad · Rune Helmersen · Elizaveta Vassilieva | Lise Kristin Kvenseth · Erlend Elvesveen · Jo Svarre Sande · Tone Ravna Bjørnstad · Rune Helmersen · Elizaveta Vassilieva | 2:55     |  |
| 6.     | «Someone Like Me»                               | Park Won                  | Ronny Vidar Svendsen · Anne Judith Stokke Wik · Nermin Harambasic · Moa Anna Maria Carlebecker                            | Ronny Vidar Svendsen · Anne Judith Stokke Wik · Nermin Harambasic · Moa Anna Maria Carlebecker                            | 3:25     |  |
| 19:45  |                                                 |                           | | |          |  |

## Historial de lanzamiento
| Región        | Fecha              | Formato          | Distribuidor                   | Ref.   |
| ------------- | ------------------ | ---------------- | ------------------------------ | ------ |
| Global        | 15 de mayo de 2017 | Descarga digital | JYP Entertainment, Genie Music | [ 30 ] |
| Corea del Sur | 15 de mayo de 2017 | Descarga digital | JYP Entertainment, Genie Music | [ 31 ] |
| Corea del Sur | 15 de mayo de 2017 | CD               | JYP Entertainment, Genie Music |        |